# MélanieDeaf
MélanieDeaf, pseudonyme de Mélanie Lemaistre, est une YouTubeuse française et enseignante en langue des signes française (LSF) née vers 1995. Elle anime deux chaînes : Signe2Mains, où elle enseigne les bases des signes en LSF, et MélanieDeaf, qui vise à sensibiliser les entendants à la LSF et à la culture sourde.

## Biographie
Mélanie Lemaistre est née sourde[Où ?] vers 1995, dans une famille entendante et elle a une sœur. Elle oralise depuis l'enfance et pratique la lecture labiale ; en 2011, lors de son entrée au lycée quand elle a 16 ans, elle découvre la langue des signes française, d'où naît sa vocation : « devenir professeur de LSF ». Elle suit une licence en sciences du langage à Mont-Saint-Aignan puis un « master métiers de l'enseignement, de l'éducation et de la formation, spécialisée en LSF, à Paris ».
Avec les encouragements de sa mère, en janvier 2014 Mélanie Lemaistre ouvre la chaîne Signe2Mains, où elle diffuse ses connaissances de la LSF en proposant des mots. En mars 2015, pour la bande originale du film La Famille Bélier, elle traduit la chanson Je vole interprétée par Louane, initiative qui touche un large public sur Internet.
En mars 2016, Mélanie Lemaistre ouvre la chaîne MélanieDeaf. Elle y « raconte son parcours, son quotidien et vulgarise la langue des signes » et emploie l'humour pour déconstruire certains stéréotypes. Elle dénonce certains clichés associés à la surdité ainsi que certaines barrières présentes dans la société, comme les transports publics. Fin 2018, l'audience cumulée des deux chaînes représente 68 000 abonnés.
Elle participe à l'adaptation d'un manga avec A Silent Voice, de Naoko Yamada, sorti en France en été 2018. Dans cet anime décrivant « l’histoire d’une jeune sourde harcelée à l’école », MélanieDeaf assure le doublage du personnage principal. 
Lorsque sévit la pandémie de Covid-19 en France, MélanieDeaf fait part des difficultés de communication pour les personnes sourdes car porter un masque opaque sur le visage empêche la lecture labiale. En 2020, elle est enseignante au collège et, pendant le confinement de mars, elle poste chaque jour sur Twitter une courte vidéo pour signer 3 mots, avec le mot-dièse #3signesparjour, pour diffuser des termes en LSF,. Elle s'associe aussi avec le vidéaste Lucas Wild pour diffuser certains termes courants.